# Cirnik, Mirna
Cirnik este o localitate din comuna Mirna, Slovenia, cu o populație de 24 de locuitori.